# Vinícius Tanque
Vinícius Rodolfo de Souza Oliveira (Queimados, 27 de março de 1995), mais conhecido como Vinícius Tanque, é um futebolista brasileiro que atua como atacante. Atualmente joga pelo São José-SP.

## Carreira

### Categorias de base
Vinícius Tanque chegou ao Botafogo em 2011, após ser aprovado no processo seletivo de Marechal Hermes. De porte físico avantajado, o atacante se destacou no Campeonato Carioca Sub-20 de 2015, quando foi o artilheiro com 21 gols marcados em 18 jogos. No ano anterior, já havia chamado atenção junto com a equipe campeã estadual da categoria e do Torneio Octávio Pinto Guimarães.

### Início no Botafogo
Tanque foi promovido aos profissionais do Botafogo pela primeira vez em 2014, mas não chegou a fazer nenhuma partida oficial. No ano seguinte, foi integrado definitivamente ao elenco principal após ter o contratado renovado até 2017. Na época, o alvinegro disputava a Série B e Vinícius participou de quatro jogos da campanha do título.
No início de 2016, o atacante foi emprestado ao Volta Redonda para disputar o Campeonato Carioca, mas ficou na reserva de Tiago Amaral e retornou ao Glorioso com apenas um jogo pelo clube do interior. De volta a General Severiano, o atacante teve seu momento de maior destaque na Copa do Brasil, ao marcar o gol da classificação contra o Bragantino na terceira fase. Em 2017, teve seu contrato renovado por mais três anos.

### Atlético Goianiense
Em 2018, foi emprestado para o Atlético Goianiense por uma temporada e, como parte da negociação envolvendo Luiz Fernando, teve parte de seus direitos econômicos cedidos ao clube goiano. Sua estreia pelo Dragão foi no empate em 0–0 contra o Grêmio Anápolis, na segunda rodada do Campeonato Goiano. Após três meses na equipe, com apenas seis partidas disputadas e nenhum gol, não agradou e pediu para voltar ao Botafogo, sendo assim dispensado.

### Futebol português
Após três meses treinando em separado no Botafogo, o atacante acertou por empréstimo com o Mafra, clube recém-promovido à segunda divisão portuguesa. Estreou pela nova equipe na derrota por 3–0 diante do Marítimo, pela Taça da Liga. Marcou três gols em 21 jogos, retornando ao Botafogo ao fim da temporada europeia.

### Retorno ao Botafogo e futebol espanhol
Retornou ao Botafogo no segundo semestre de 2019, atuando em 11 partidas na reta final do Campeonato Brasileiro. 
Após a pré-temporada de 2020, foi titular na derrota para o Volta Redonda, na estreia do Campeonato Carioca. Pouco tempo após, foi emprestado ao Fútbol Club Cartagena, da terceira divisão espanhola. Em meados de 2020, foi vendido definitivamente, sendo logo depois emprestado ao Atlético Baleares. Na temporada 2022–2023, jogou pelo UD Logroñés. Em julho de 2023, foi contratado pelo UD Melilla.

## Vida pessoal
Vinícius Tanque é casado desde 2015 com Debora Frazão, após noivado de quatro anos.

## Títulos
Botafogo
- Campeonato Brasileiro - Série B: 2015
- Campeonato Carioca Sub-20: 2014 (categorias de base)
- Torneio Octávio Pinto Guimarães: 2013 (categorias de base)

Volta Redonda
- Taça Rio: 2016

Cartagena
- Segunda División B - Grupo 4: 2019–20